# DVD-R
DVD-R (viết tắt của DVD-recordable, được gọi là định dạng DVD có thể ghi) là một định dạng DVD.  HP đầu tiên phát triển định dạng DVD có thể ghi (DVD recordable) này từ yêu cầu của việc lưu dữ liệu để lưu trữ và vận chuyển. Sau đó, DVD-R còn được sử dụng cho khách hàng trong việc lưu trữ nhạc và phim. Ba định dạng được phát triển: DVD-R/RW (minus/dash), DVD+R/RW (plus), DVD-ROM.